# Sangatta
Sangatta es una ciudad situada en la regencia de Kutai Oriental, Kalimantan Oriental, Indonesia. Sin embargo, no es una ciudad autónoma y consta de dos distritos dentro de la regencia, Sangatta Norte (el distrito urbano, con 120.873 habitantes en 2020) y Sangatta Sur (una zona mayoritariamente rural con 30.117 habitantes en 2020). Es la ubicación de la mina de carbón de Kutai Oriental, que es una de las mayores minas de carbón del mundo, así como la mayor de Asia.